# 屋慶名バスターミナル
屋慶名バスターミナル（やけなバスターミナル）は、沖縄県うるま市与那城屋慶名にあるバスターミナルである。沖縄バスが管理しており、自動車ターミナル法では専用バスターミナルに分類される。営業所（出張所）を併設している。
現在の位置にあるバスターミナルが運用が開始される前の2000年以前は現在のJAおきなわ与那城支店の付近にバスターミナルがあった。それ以前の1972年ごろまでは、旧与那城役場近くの屋慶名地区の中心にあった。現在のバスターミナルは、旧バスターミナルの約2倍の広さを持ち、洗車設備なども設置された。

## 構造
- 所在地 - 沖縄県うるま市与那城屋慶名467-25[1]
  - 沖縄バス屋慶名出張所を同地に併設。
- 境域面積 - 3,305.79 m2
- バース数 - 2

乗車口と降車口を設けており、約35台の車両が停車できる駐車場を備え、また雨水を利用した洗車設備や給油設備がある。

## 沿革
- 1956年10月 旧与那城村役所（当時）付近にバスターミナルを設置。
- 1972年12月 現在のJA与那城付近に移転。
- 1999年12月8日 新屋慶名バスターミナル完成。
- 2000年1月1日 旧バスターミナルより新築移転。当バスターミナル運用開始。
- 2006年7月22日 80番・与那城線が運行開始。
- 2006年11月1日 沖縄バスが27番・227番に具志川高校経由を新設。
- 2008年7月12日 180番・屋慶名（首里駅・国場）線の系統番号が280番に変更のうえ、おもろまち駅前広場まで延長された。
- 2009年9月28日 280番廃止。127番・屋慶名（高速）線が運行開始。
- 2016年3月28日 琉球バス交通が27番、227番を廃止し撤退（沖縄バスの27番・227番は運行継続）。
- 2016年10月3日 777番・屋慶名（急行）線の運行を開始。
- 2020年10月1日 27番の牧志経由を美栄橋経由へ変更し、80番の牧志経由を廃止。
- 2022年4月18日 27番に豊見城営業所発着の便を新設。

## 周辺
旧与那城町のうるま市与那城地区の中心部に近い。
- 与那城総合公園
- うるま市役所与那城庁舎
- 与那城地区公民館
- 与那城歴史民俗資料館
- うるま市立与那城小学校
- うるま市立与那城幼稚園
- JAおきなわ与那城支店 - 本島と与勝諸島を結ぶうるま市有償バスの発着地。ただし当バスターミナルではなくJA与那城前バス停が最寄りである。

## 発着している路線
2016年に琉球バス交通が撤退し、当バスターミナルに発着するのは沖縄バスのみとなっている。
| 番号 | 路線                   | 主な経由地（括弧内は一部の便のみが経由） | 行き先（括弧内は一部の便のみ）     |
| ---- | ---------------------- | --- | ---------------------------------- |
| 27   | 屋慶名（大謝名）線     | 平敷屋・安慶名（具志川高校）・コザ・胡屋・普天間・真栄原・大謝名・久茂地（美栄橋）（・旭橋・那覇西高校・赤嶺駅・高良・我那覇・道の駅豊崎）                                                   | 那覇バスターミナル（豊見城営業所） |
| 52   | 与勝線                 | 前原・高江州・コザ・渡口・普天間・真栄原・大謝名・久茂地（美栄橋） | 那覇バスターミナル                 |
| 80   | 与那城線               | 前原・安慶名・コザ・胡屋・普天間・真栄原・大謝名・久茂地 | 那覇バスターミナル                 |
| 127  | 屋慶名（高速）線       | 平敷屋・安慶名・コザ・園田・沖縄自動車道・国場・壺川 | 那覇バスターミナル                 |
| 777  | 屋慶名（急行）線       | 平敷屋・安慶名・コザ （ここまで各バス停に停車、以降は下記の停留所のみ停車） 胡屋・中の町・山里・比嘉西原・普天間・伊佐・宇地泊・SCSK沖縄センター前・上之屋・泊高橋・沖縄タイムス前・県庁北口 | 那覇バスターミナル                 |
| 227  | 屋慶名おもろまち線     | 平敷屋・安慶名・コザ・胡屋・普天間・真栄原・大謝名 | おもろまち駅前広場                 |
| 61   | 前原線                 | 前原・高江州・コザ・渡口・普天間・真栄原・大謝名・真志喜 | サンエーパルコシティ前             |
| 93   | 屋慶名〜イオンモール線 | 平敷屋・安慶名・コザ・胡屋 | イオンモール沖縄ライカム           |

## 屋慶名出張所の管轄路線

### 現行路線
- 18番・首里駅線
- 22番・名護〜うるま線
- 27番・屋慶名（大謝名）線
- 52番・与勝線
- 61番・前原線
- 80番・与那城線
- 93番・屋慶名〜イオンモール線
- 227番・屋慶名おもろまち線
- 777番・屋慶名（急行）線
- 那覇空港リムジンバス

### 廃止された路線
- 19番・首里駅おもろまち線
- 80番・屋慶名（大田）線
- 180番・屋慶名（首里駅・国場）線
- 280番・屋慶名（首里駅・国場）線

## 隣のバス停
全路線
屋慶名バスターミナル - 与那城庁舎前